# Singles (álbum de Hλl)
SINGLES es la compilación de singles de la banda japonesa Hλl, lanzado al mercado el día 26 de febrero del año 2003 bajo el sello avex trax.
Este álbum es el último trabajo discográfico de Hλl como banda de J-Pop, lanzando una compilación de sus mejores singles incluyendo también un DVD con los videos musicales de cada uno de los temas. Tras este lanzamiento la banda se separó de forma definitiva, convirtiéndose éste en su último lanzamiento.
Tras esto tanto la vocalista HΛLNA como el músico Atsushi Sato dejaron a la banda.

## Lista de canciones
1. DECIDE
2. amulet
3. Save Me
4. SPLIT UP
5. ☆the starry sky☆
6. al di la
7. I’ll be the one
8. ONE LOVE
9. A LONG JOURNEY

- Datos: Q9072350